# Světové středisko pro monitorování ledovců

Změny tloušťky hoských ledovců v cm/rok a snižování tloušťky ledovců v m/rok

Světové středisko pro monitorování ledovců (anglicky World Glacier Monitoring Service, zkratka WGMS), je organizace pro sledování velikosti zaledněných ploch a objemů ledovců. Byla založena v roce 1986, vznikla spojením dvou služeb "Permanent Service on Fluctuations of Glaciers" (PSFG) a "Temporal Technical Secretary/World Glacier Inventory" (TTS/WGI). Organizace sídlí na katedře geografie na Universitě v Curychu ve Švýcarsku a pracuje mj. pod záštitou Organizace OSN pro výchovu, vědu a kulturu (UNESCO).
Sledování ledovců mělo původně sloužit k bližšímu objasnění změn v rozsahu zalednění v poslední době ledové. Dlouhodobé shromažďování a uchovávání informací o ledovcích, jako je jejich rozloha, délka, objem a pohyb se postupně začal využívat při výzkumu současných klimatických změn a pro hydrologické modelování. WGMS získává údaje přímo od svých výzkumníků, korespondenčních spolupracovníků i ze satelitního sledování. Spolupodílí se také na rozsáhlém celosvětovém projektu Global Land Ice Measurements from Space (GLIMS), což je seznam všech ledovců, který vytváří a nepřetržitě aktualizuje organizace National Snow and Ice Data Center (NSIDC).
WGMS shromažďuje a zpracovává data hlavně o ledovcích a množství sněhu z oblasti Alp a Skandinávie, kde jsou časově nejdelší a nejucelenější souvislé záznamy o změnách v zalednění. Získané informace zveřejňuje ve dvouletých intervalech v publikaci "Glacier Mass Balance Bulletin".
Obdobné světové instituce jako WGMS jsou např. World Data Center for Glaciology Cambridge (WDCGC) a International Glaciological Society (IGS), které také provádějí výzkumy a shromažďují a zpracovávají data o stavu jednotlivých ledovců. V České republice, byť tato nemá žádný ledovec, se glaciologií věnují především na přírodovědecké fakultě Univerzity Karlovy v Praze.